# Реаніматолог
Реаніматолог — застаріла назва лікаря інтенсивної терапії, на даний момент вживається лише у частині країн пострадянського простору. Під реаніматологом розуміють фахівця, що займається підтримкою і відновленням життєво важливих функцій організму при загрозливих для життя захворюваннях.
Тепер замість поняття «реаніматологія» (як спеціальність) використовують тотожне «інтенсивна терапія». 
Згідно з наказом МОЗ України 23.02.2000 № 33 «Про штатні нормативи та типові штати закладів охорони здоров'я» у штаті лікарень спеціальність «реаніматолога» відсутня. У відділеннях інтенсивної терапії (реанімаціях) працюють анестезіологи, дитячі анестезіологи, неонатологи (залежно від профілю відділення). У реанімаційних бригадах швидкої допомоги — лікарі невідкладних станів.
- Кто он - врач анестезиолог-реаниматолог? [Архівовано 8 грудня 2015 у Wayback Machine.] - Радио Свобода, 2005